# أرماند روبن
أرماند روبن (بالفرنسية: Armand Robin)‏ هو صحفي وكاتب ومترجم وشاعر فرنسي، ولد في 19 يناير 1912 في Plouguernével ‏ في فرنسا، وتوفي في 29 مارس 1961 في باريس في فرنسا.

## وصلات خارجية
- أرماند روبن على موقع ديسكوغز (الإنجليزية)